# 糾結千孔珊瑚
糾結千孔珊瑚（学名：Millepora intricata）为千孔珊瑚科千孔珊瑚屬下的一个种。